# كمون ذاكرة
كمون ذاكرة (بالإنجليزية: memory latency)‏ وهو الوقت الذي تستغرقه الذاكرة من إعطاء الأمر بقراءة المعلومات إلى حين استرجاعها. وهذا الوقت مهم جدا في عالم الحاسوب لأن وحدة المعالجة المركزية لا تستطيع احتواء المعلومات كلها في تنظيم الذاكرة المخبئية ولكن تقوم بسحب المعلومات من ذاكرة الوصول العشوائي فلذلك يعمل الحاسوب أسرع كلما كان كمون الذاكرة أصغر.